# Pulau Busuk
Pulau Busuk is een bestuurslaag in het regentschap Kuantan Singingi van de provincie Riau, Indonesië. Pulau Busuk telt 1022 inwoners (volkstelling 2010).